# Papyrus d'Oxyrhynque

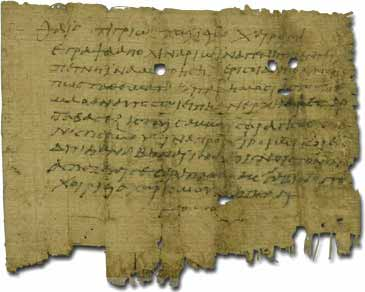
Papyrus d'Oxyrhynque 932, une lettre privée du IIe siècle.

Les papyrus d'Oxyrhynque sont un ensemble de papyrus grecs anciens trouvés sur le site d'Oxyrhynque situé en Égypte, au bord du Nil, loin en amont du Caire.

## Histoire
Les Britanniques menèrent de nombreuses fouilles en Égypte à partir de 1882, date à laquelle ils avaient acquis un pouvoir de fait sur le pays. La ville d'Oxyrhynque n'était pas l'un des lieux les plus prestigieux de l'Égypte antique ; il fallut attendre 1896 pour que deux jeunes universitaires du Queen's College d'Oxford, Bernard P. Grenfell et Arthur S. Hunt, entreprennent les fouilles du site.
Leurs premières découvertes ne furent pas extraordinaires : « Les monticules de détritus n'étaient rien d'autre que des monticules de détritus », écrira Grenfell. Rapidement, ils découvrirent que ces détritus contenaient des manuscrits en nombre extraordinaire. « Le flot de papyrus se changea bientôt en torrent, et, souvent, il suffisait de retourner le sol de sa botte pour en découvrir une nouvelle couche. » Ils espérèrent dès lors retrouver des textes perdus d'auteurs grecs majeurs (la découverte par d'autres de la Constitution d'Athènes d'Aristote ne datait seulement de 1890). Leurs recherches eurent un grand retentissement en Angleterre, où ils firent campagne pour récolter des fonds.
Peut-être leurs découvertes ne furent-elles pas à la hauteur des espérances des deux hommes : la plupart des papyrus étaient soit des documents administratifs courants, soit de la correspondance privée. La première année, ils découvrirent des fragments d'une tragédie de Sophocle perdue et d'un évangile inconnu, mais pas d'œuvres dans leur intégralité. Ils continuèrent leurs recherches, dirigeant pendant l'hiver des centaines d'Égyptiens aux lieux des fouilles et passant l'été en Angleterre à nettoyer, à étudier et à traduire les manuscrits. La Première Guerre mondiale interrompit, momentanément, leur travail et lorsqu'en 1926, Grenfell mourut, Hunt poursuivit seul le travail jusqu'à la fin de sa propre vie en 1934. Après lui, les fouilles continuèrent sans cesse. Celles-ci ont toutefois connu par la suite deux césures majeures : lors de la Seconde Guerre mondiale et de la crise de Suez en 1956.

## Œuvres découvertes
- Des poèmes ou des fragments de poèmes de Sappho[1], Alcée de Mytilène, Alcman, Ibycos, Corinne, Pindare
- Des passages de l’Hypsipyle d'Euripide et des Limiers de Sophocle
- Une Vie d'Euripide par Satyros
- Un extrait des Catégories d'Aristote[2]
- Les Helléniques d'Oxyrhynque, une œuvre historique d'auteur incertain, parfois attribuée à Éphore de Cumes
- Des passages de comédies et une comédie complète de Ménandre. Ces textes ont fait beaucoup pour l'intérêt qu'on porte aujourd'hui à l'auteur, connu jusque-là par de pauvres fragments.
- Un passage bref d'un abrégé d'Ab Urbe condita libri de Tite-Live.
- Divers anciens textes chrétiens canoniques (Papyrus Oxyrhynque 5101 : fragments des Psaumes)[3] ou non canoniques en particulier des fragments de l'Évangile selon Thomas[4] dont le texte complet a été trouvé à Nag Hammadi
- Divers autres documents dans d'autres domaines (magie, astrologie, musique) [5]
- Le papyrus P52 (le plus ancien texte chrétien découvert jusqu'ici[réf. nécessaire]) provient probablement du site d'Oxyrhynque.
- Un très rare papyrus illustré daté du IIIe siècle, représentant Héraclès tuant le lion de Némée.
- Le Papyrus Oxyrhynchus 222 découvert en 1897 par Bernard Pyne Grenfell et Arthur Surridge Hunt.
- Le Papyrus Oxyrhynchus 293 découvert en 1897 par Bernard Pyne Grenfell et Arthur Surridge Hunt.
- Le Papyrus Oxyrhynchus 413, avec une adaptation d'Iphigénie en Tauride d'Euripide.

## Illustration de trois étapes du déchiffrement d'un papyrus
Le papyrus 6993 d'Oxyrhynque date de la fin du Ve siècle. Il présente cinq lignes de grec en écriture cursive, demandant le paiement de deux récipients de vin.

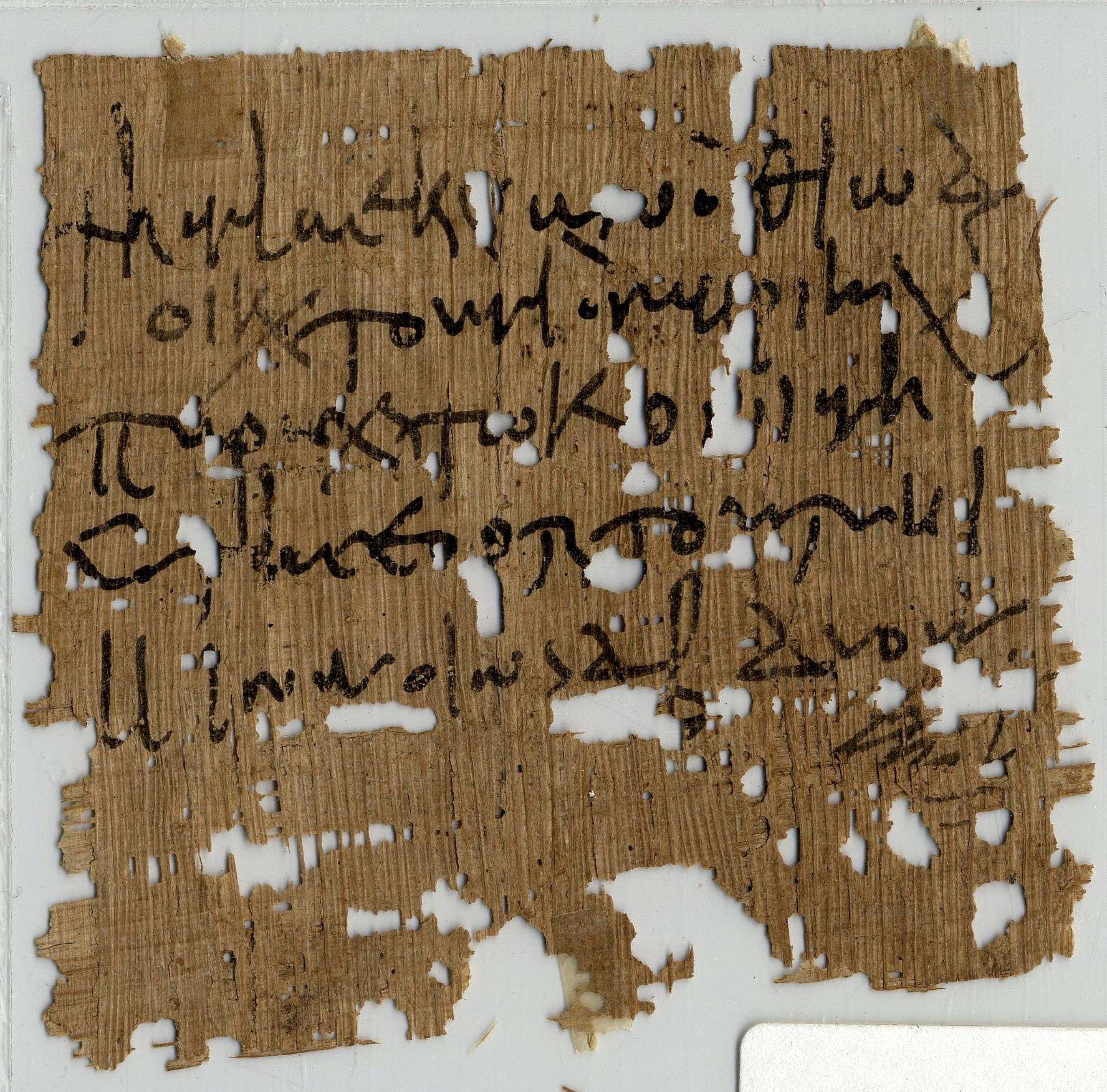
Le papyrus
Reproduction du texte écrit
Transcription

Finalement, le texte est restitué de la façon suivante : † ἡ ἁγία ἐκ<κ>λ(ησία(?))(*) Ἀνουθίῳ διοικ(ητῇ(?))(*) οἰκ(ονόμῳ(?)) τοῦ ἁγίου Γαβριήλ. παρασχ(οῦ) τῷ κονιάτῃ ὑπ(ὲρ) τῆς ἑορτ(ῆς) τοῦ Τῦβι β ἰνδ(ικτίονος) οἴν(ου) δι(πλᾶ) β δύο μ(όνα).

## État des recherches
L'université d'Oxford a publié 67 volumes des Oxyrhynchus Papyri et en publie environ un par an ; on attend encore au moins 40 volumes. En 2003, 4 700 documents avaient été traduits. Les papyrus sont conservés à la Sackler Library d'Oxford et environ 2 000 y sont exposés.
Les recherches, au fil du temps, sont moins centrées sur les textes littéraires et s'intéressent davantage à l'énorme masse de documents administratifs et autres qui représentent une source d'information majeure pour l'histoire économique et sociale de l'Égypte hellénistique et romaine et l'histoire des premiers chrétiens.